# Jimmy Graham
Jimmy Graham (Goldsboro, 24 novembre 1986) è un giocatore di football americano statunitense che milita nel ruolo di tight end per i New Orleans Saints della National Football League. Fu scelto nel corso del terzo giro (95º assoluto) del Draft NFL 2010. Al college ha giocato a football a Miami.

## Carriera universitaria
Graham giocò a basket per i Miami Hurricanes dal 2005 al 2009. Si laureò nel maggio 2009 in marketing e management, dopo di che rimase a Miami per un altro anno giocando a football nel ruolo di tight end e concluse quell'unica stagione con 17 ricezioni per 213 yard e 5 touchdown.

## Carriera professionistica

### New Orleans Saints

#### Stagione 2010
Considerato uno dei migliori prospetti tra i tight end del Draft NFL 2010, Graham fu scelto dai New Orleans Saints nel terzo giro del draft 2010 con la 95ª scelta assoluta. Firmò un contratto quadriennale del valore di 2,445 milioni di dollari il 28 luglio 2010. Nella settimana 9, nella partita in trasferta contro Carolina, la sua prima partita nella NFL nel suo stato natale, Graham ricevette un passaggio da touchdown da 19 yard, il suo primo in carriera, contribuendo alla vittoria 34-3 dei Saints. Graham terminò la stagione 2010 con 31 ricezioni per 356 yard e 5 touchdown.

#### Stagione 2011
Nel 2011, Graham accumulò 99 ricezioni per 1.310 yard ed 11 touchdown ottenendo la prima convocazione per il Pro Bowl in carriera. Fu il primo tight end nella storia dei Saints a ricevere più di mille yard in una stagione. Durante l'ultima partita di stagione regolare, in cui i Saints vinsero sui Carolina Panthers, Graham superò il record NFL di Kellen Winslow di 1.290 ricevute in una stagione da un tight end. Alla fine, il suo stesso record fu superato qualche ora più tardi dal tight end Rob Gronkowski dei New England Patriots, che terminò con 1.327 yard. A fine stagione, il giocatore fu votato al 14º posto nella NFL Top 100, l'annuale classifica dei migliori cento giocatori della stagione.

#### Stagione 2012

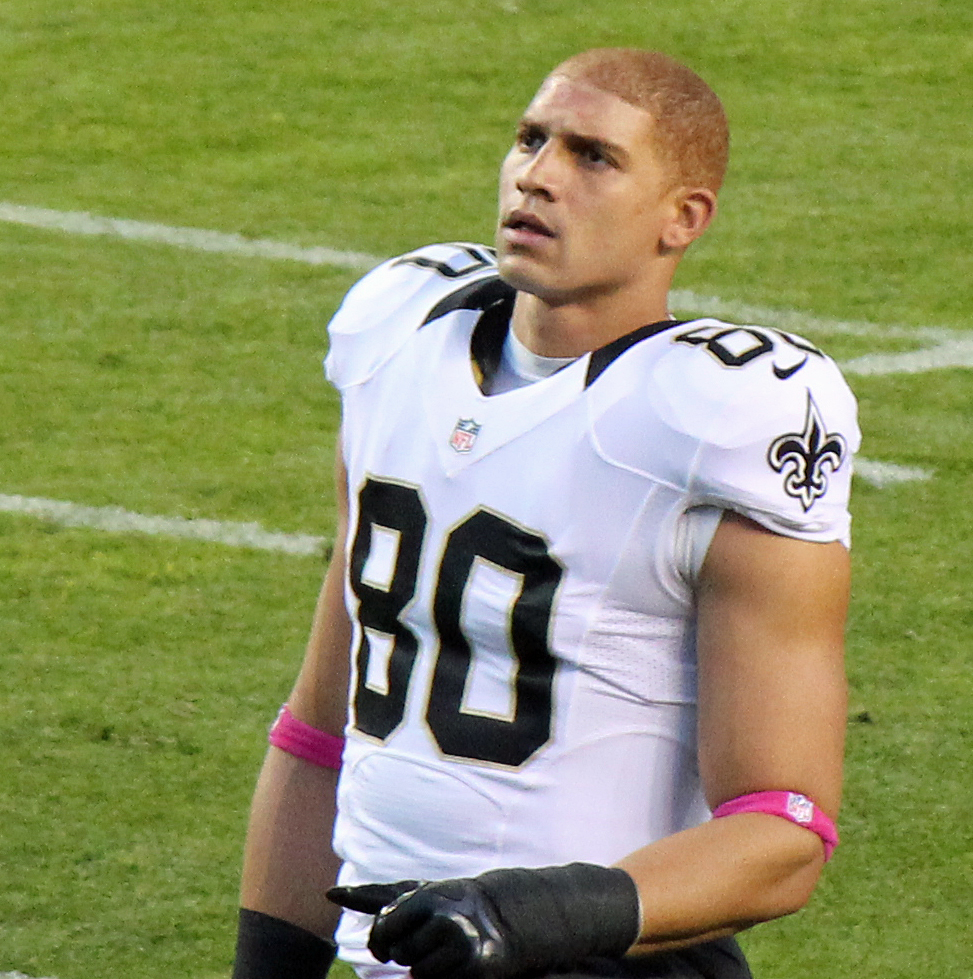
Graham nel 2012

Al debutto stagionale, Graham ricevette 85 yard e segnò un touchdown nella sconfitta in casa contro i Washington Redskins. Nel turno successivo, i Saints furono nuovamente sconfitti dai Carolina Panthers: Jimmy tuttavia continuò a giocare bene ricevendo 75 yard e segnando l'unico touchdown su ricezione della squadra. Nella terza sconfitta in altrettante partite dei Saints, Graham ricevette solamente 4 passaggi per 16 yard ma segnando anche il terzo touchdown consecutivo.
Nella settimana 4 i New Orleans Saints persero la quarta gara consecutiva per 28-27 contro i Green Bay Packers: Jimmy ricevette 7 passaggi per 67 yard. Nella settimana 5 i Saints vinsero la prima gara della stagione con Graham che in una ricevette un solo passaggio da 4 yard prima di uscire per infortunio. Jimmy saltò le due gare successive e tornò nella sconfitta della settimana 8 contro i Denver Broncos ricevendo 63 yard e segnando un touchdown.
Con la vittoria sugli Eagles nel Monday Night della settimana 9, i Saints tornarono in corsa per un posto nei playoff. Jimmy guidò la squadra ricevendo 72 yard e segnando un touchdown. Nella settimana 10, i Saints sconfissero l'ultima squadra rimasta imbattuta nella lega: gli Atlanta Falcons. Il tight end giocò la miglior gara della stagione ricevendo 146 yard e segnando due touchdown. Nel turno seguente New Orleans vinse facilmente sui Raiders e Graham segnò un altro touchdown arrivando a quota 8 in stagione.
Nella settimana 16 Graham contribuì alla vittoria ai supplementari sui Cowboys ricevendo 88 yard e recuperando un fumble fondamentale nei pressi della end zone avversaria. Nell'ultimo turno di campionato, Jimmy ricevette 115 yard e segnò un touchdown contro i Panthers.

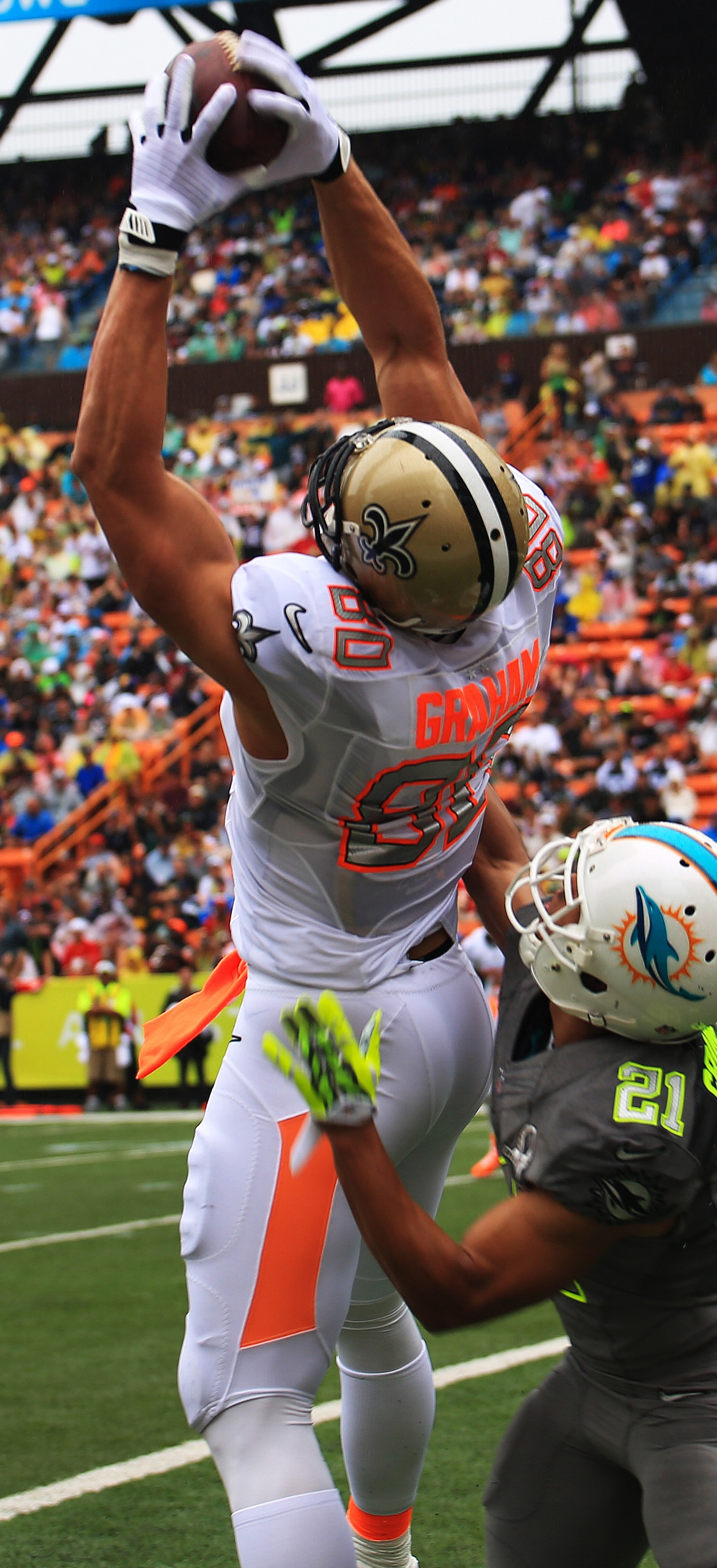
Graham mentre riceve un touchdown nel Pro Bowl 2014.

#### Stagione 2013
Graham iniziò la stagione segnando un touchdown nella vittoria della prima settimana sui Falcons e un altro la settimana successiva contro i Buccaneers, in cui ricevette 10 passaggi per 179 yard. Il suo inizio di stagione dominante continuò nella vittoria sugli Arizona Cardinals in cui ricevette 134 yard e segnò altri due touchdown, venendo premiato come miglior giocatore offensivo della NFC della settimana. I Saints e Graham non diedero segni di rallentamento neanche nel Monday Night della settimana successiva, in cui batterono i Dolphins con 100 yard ricevute e 2 TD del tight end. Tre giorni dopo, Graham fu premiato come miglior giocatore offensivo della NFC del mese di settembre.
Nella settimana 5 i Saints rimasero imbattuti anche contro i Chicago Bears e Graham con 135 yard ricevute pareggiò il suo stesso record NFL per un tight end del 2011 e di Tony Gonzalez nel 2000 con la quarta gara consecutiva da oltre cento yard ricevute. La settimana seguente fu costretto a saltare la gara contro i Patriots a causa di un infortunio al piede. Tornò in campo dopo il turno di pausa contro i Bills e, pur non essendosi allenato per tutta la settimana per l'infortunio precedente, segnò comunque due touchdown da 13 e 15 yard nella vittoria di New Orleans. La domenica successiva contro i Jets i Saints furono sconfitti inaspettatamente malgrado 116 yard ricevute e due marcature del tight end.
Con 100 yard ricevute e un touchdown segnato nella vittoria in trasferta sui Falcons della settimana 12, Graham pareggiò il record NFL per un tight end appartenente Tony Gonzalez per maggior numero gare con almeno 100 yard ricevute in una singola stagione, sei. La settimana successiva segnò il suo dodicesimo touchdown stagionale, un nuovo record di franchigia, ma fu tenuto a sole 43 yard ricevute dall'arcigna difesa dei Seattle Seahawks, coi Saints che furono battuti nettamente per 34-7. La vittoria per i Saints tornò nella settimana 14 in cui interruppero una striscia di otto vittorie consecutive dei Panthers. Graham segnò due touchdown e con 58 yard ricevute superò quota mille in stagione per la seconda volta in carriera. Due settimane dopo nella rivincita contro i Panthers segnò il suo quindicesimo stagionale ma questa volta New Orleans fu sconfitta in trasferta. Nell'ultima gara della stagione contro i Bucs, Jimmy ricevette 71 yard e un touchdown coi Saints che ottennero la qualificazione ai playoff con un record di 12-4. La sua stagione regolare terminò con 1.215 yard ricevute, guidando la lega con 16 touchdown su ricezione, venendo convocato per il suo secondo Pro Bowl e inserito nel First-team All-Pro. Fu inoltre votato al 10º posto nella NFL Top 100 dai suoi colleghi.

#### Stagione 2014
Il 28 febbraio 2014, i Saints annunciarono di voler applicare la franchise tag su Graham, che gli avrebbe guadagnare 7,035 milioni di dollari per la stagione 2014. Dopo un lungo braccio di ferro con la dirigenza, il 15 luglio il giocatore firmò un contratto quadriennale del valore di 40 milioni di dollari che lo rese il tight end più pagato della lega. I primi due touchdown della stagione li segnò nella settimana 2 contro i Cleveland Browns. Tornò a segnare due settimane dopo contro i Cowboys ma New Orleans perse la terza gara stagionale. Nelle successive settimane di gioco fu condizionato da un infortunio che ne limitò i minuti e le prestazioni in campo. Tornò a segnare nella settimana 8 in cui i Saints interruppero una striscia di quattro vittorie consecutive dei Packers. Anche il giovedì successivo andò a segno nella vittoria in trasferta sui Panthers che permise a New Orleans di prendere la vetta solitaria della division. Con due marcature nella settimana 12, Graham arrivò a quota 50 touchdown in carriera, ma i Saints persero la terza gara consecutiva e interruppero una striscia di 14 vittorie consecutive in casa. Il 23 dicembre fu convocato per il terzo Pro Bowl in carriera.

### Seattle Seahawks

#### Stagione 2015

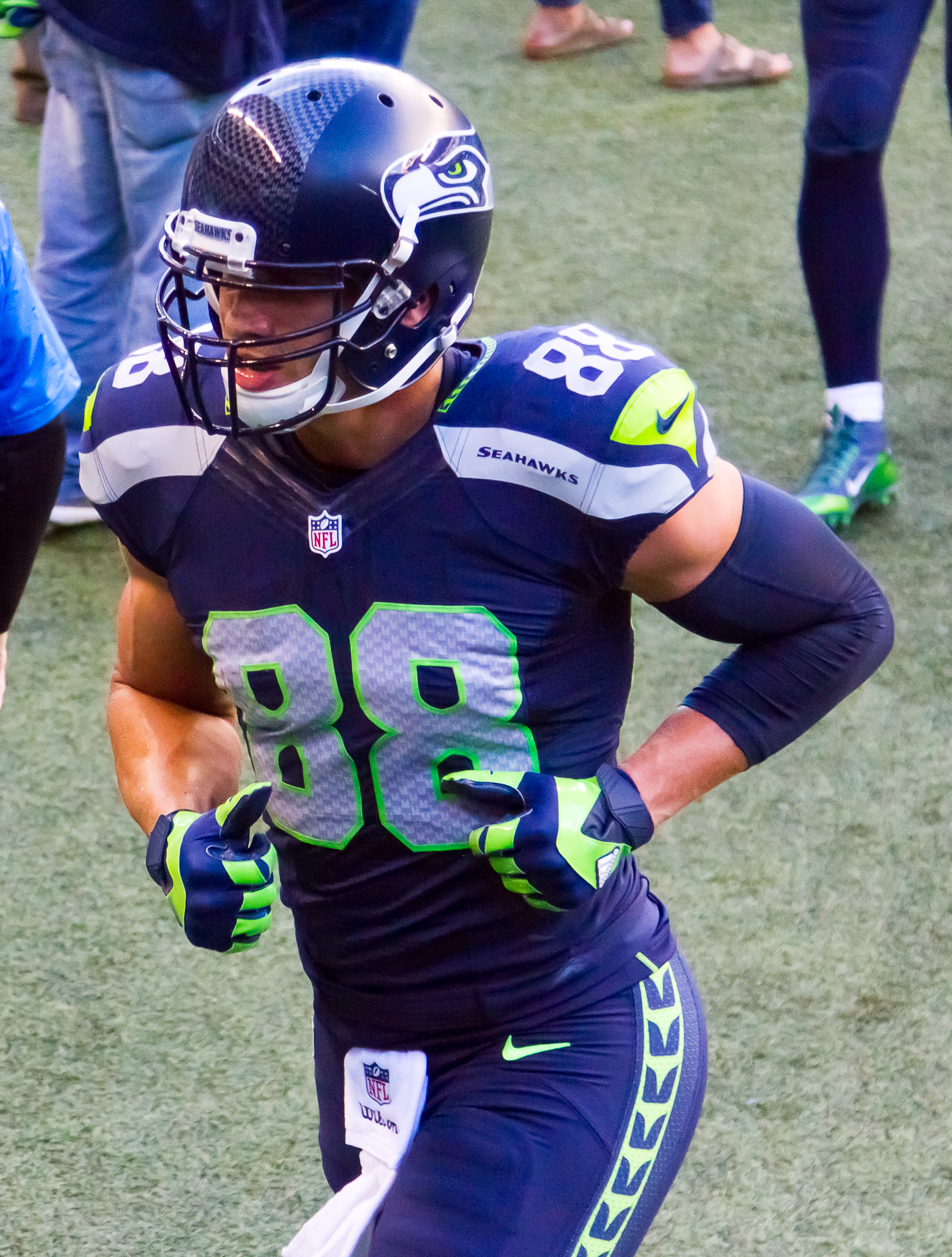
Graham nella pre-stagione 2015

Il 10 marzo 2015, Graham fu scambiato coi Seattle Seahawks assieme a una scelta del quarto giro per il centro All-Pro Max Unger e una scelta del primo giro del Draft 2015. Con la nuova squadra passò dal numero 80, indisponibile perché ritirato in onore di Steve Largent, al numero 88. Nella prima partita con la nuova maglia andò subito a segno ma Seattle fu sconfitta dai Rams. Tornò a segnare due settimane dopo nel debutto casalingo vinto coi Bears in cui guidò i suoi con 83 yard ricevute. La prima volta che superò le cento yard con la maglia di Seattle fu nel sesto turno contro i Panthers, in cui ricevette 8 passaggi per 140 yard, il massimo per un giocatore dei Seahawks dalle 159 di Ben Obomanu nel novembre 2010.
Nella settimana 12 contro gli Steelers, mentre stava disputando una delle migliori gare della stagione, Graham si lesionò il tendine patellare, un infortunio che richiese un intervento chirurgico e chiuse in anticipo la sua annata.

#### Stagione 2016
Dopo una stagione di ambientamento e il grave infortunio, Graham nel 2016 tornò ai livelli dei suoi anni coi Saints, ricevendo 65 passaggi per 922 yard e 6 touchdown, venendo convocato per il quarto Pro Bowl in carriera al posto dell'infortunato Jordan Reed. Seattle vinse la propria division e nel primo turno di playoff batté i Detroit Lions. La settimana successiva Graham segnò un touchdown al Georgia Dome ma Seattle fu sconfitta per 36-20 dai Falcons e fu eliminata.

#### Stagione 2017
Il primo touchdown della stagione 2017 Graham lo segnò nella settimana 5, l'unico della sua squadra, consentendo a Seattle di espugnare il Los Angeles Coliseum per 16-10. Nell'ottavo turno, tra voci di una possibile cessione per liberale spazio salariale, fu decisivo segnando due touchdown, il secondo dei quali a 21 secondi dal termine diede alla sua squadra la vittoria in rimonta contro gli Houston Texans. Altri due li mise a segno due settimane dopo nella gara del giovedì vinta contro gli Arizona Cardinals. Nel dodicesimo turno, col 16º touchdown dal suo arrivo a Seattle, Graham divenne il tight end più prolifico della storia della franchigia. Nel penultimo turno segnò il decimo touchdown stagionale nella vittoria esterna sui Cowboys, la prima volta dal 2014 che tornò a segnare in doppia cifra. A fine stagione fu convocato per il suo quinto Pro Bowl dopo essersi classificato secondo nella NFL in touchdown su ricezione.

### Green Bay Packers

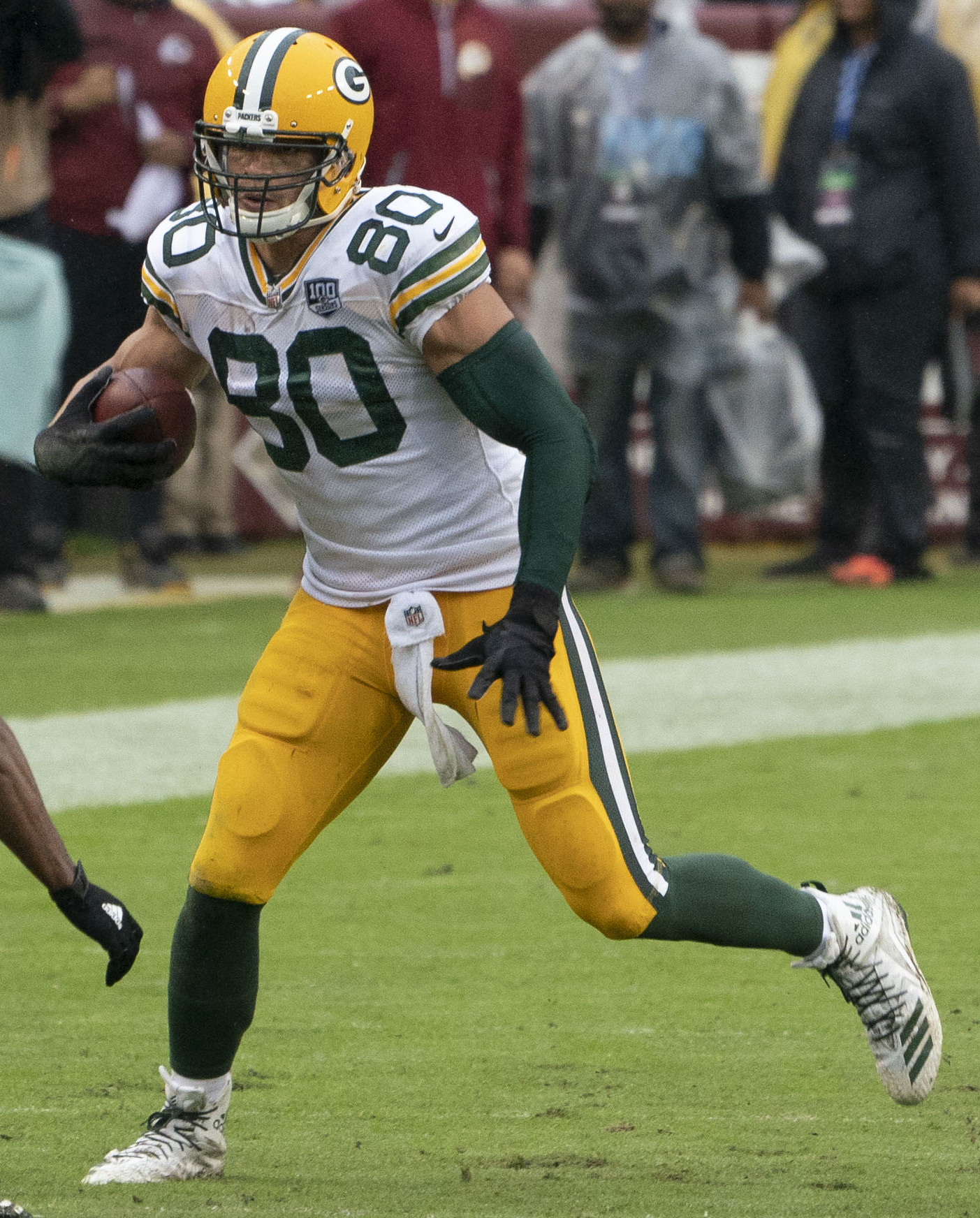
Graham nel 2018

Il 13 marzo 2018, divenuto free agent per la prima volta in carriera, Graham firmò con i Green Bay Packers. Il 30 settembre contro i Buffalo Bills segnò il primo TD con i Packers su passaggio da 1 yard da Aaron Rodgers, che fu anche il suo 70º in carriera. Il secondo lo segnò il 4 novembre contro i Patriots. La prima stagione nel Wisconsin si chiuse con 55 ricezioni per 636 yard e 2 marcature in 12 presenze come titolare.

### Chicago Bears
Scaduto il contratto con i Packers, il 16 marzo 2020 Graham firmò un contratto biennale con i Chicago Bears. Nella settimana contribuì alla vittoria in rimonta contro gli Atlanta Falcons segnando due touchdown su ricezione.

### Ritorno ai Saints
Dopo essere rimasto senza squadra per tutta la stagione 2022, il 25 luglio 2023 Graham firmó un contratto di un anno per fare ritorno ai Saints.

## Palmarès
- Convocazioni al Pro Bowl: 5

2011, 2013, 2014, 2016, 2017
- First-team All-Pro: 1

2013
- Second-team All-Pro: 1

2011
- Giocatore offensivo della NFC del mese: 1

settembre 2013
- Giocatore offensivo della NFC della settimana: 1

3ª del 2013
- Leader della NFL in touchdown su ricezione: 1

2013